# Saison 5 de Leverage
Chronologie
Saison 4
Cet article présente les quinze épisodes de la cinquième et dernière saison de la série télévisée américaine Leverage.

## Synopsis
Nathan Ford alias « Nate » a une vie bien tranquille et rangée jusqu'au jour où un grave incident va le bousculer dans sa vie privée et va lui donner envie de changer les injustices. Il va tout d'abord commencer par monter une équipe de voleurs et hackers de haute-volée. Ensuite, comme des Robin des Bois des temps modernes, ils vont allier leurs forces pour combattre ces injustices et dépouiller les personnes les plus crapuleuses, riches et influentes qui utilisent leur pouvoir et leurs biens pour abuser des autres.

## Distribution

### Acteurs principaux
- Timothy Hutton (VF : Jean-François Aupied) : Nathan « Nate » Ford, ancien enquêteur pour les fraudes à l'assurance, il est la tête pensante de l'équipe.
- Gina Bellman (VF : Laurence Charpentier) : Sophie Devereaux, spécialiste de l'arnaque.
- Christian Kane (VF : Loïc Houdré) : Eliot Spencer, expert en arts martiaux, il préfère ne pas utiliser d'armes à feu.
- Beth Riesgraf (VF : Nathalie Schmidt) : Parker. Elle n'a pas de prénom. C'est une voleuse de haute-volée et une spécialiste de l'infiltration.
- Aldis Hodge (VF : Fabien Jacquelin) : Alec Hardison, le hacker et spécialiste de l'informatique.

### Acteurs récurrents
- Mark Sheppard (VF : Emmanuel Gradi) : James Sterling
- Gerald Downey : agent Mc Sweeten

### Invités
- Adam Baldwin : colonel Michael Vance[2] (épisodes 1 et 9)
- Cary Elwes (VF : Éric Aubrahn) : Scott Roemer (épisode 1)
- Treat Williams (VF : Patrick Bethune) : Pete Rising[3] (épisode 2)
- Steve Valentine (VF : Pierre Tessier) : David Lampard (épisode 4)
- Matthew Lillard (VF : Boris Rehlinger) : Gabe Erickson (épisode 7)

## Liste des épisodes

### Épisode 1:Le Coup de l'aviateur
- États-Unis : 15 juillet 2012 sur TNT[4]
- Québec : 9 juin 2014 sur AddikTV[5]
- France : prochainement sur D8

- États-Unis : 3,39 millions de téléspectateurs[6] (première diffusion)

- Cary Elwes (Scott Roemer)
- Adam Baldwin (le colonel Michael Vance)

- La ville de Portland est le lieu de tournage de la série depuis la deuxième saison[7] (même si l'action était censé se passer à Boston).
- L'équipe de tournage de la série est la première à avoir eu le droit de filmer à l'intérieur du mythique avion d'Howard Hughes[8].

### Épisode 2:Le Coup du hockey sur glace
- États-Unis : 22 juillet 2012 sur TNT
- Québec : 16 juin 2014 sur AddikTV

- États-Unis : 2,63 millions de téléspectateurs[9] (première diffusion)

- Treat Williams (Pete Rising)
- Graham Shiels (Craig Marko)

### Épisode 3:Le Coup de la rencontre du troisième type
- États-Unis : 5 août 2012 sur TNT
- Québec : 23 juin 2014 sur AddikTV

- États-Unis : 2,61 millions de téléspectateurs[10] (première diffusion)

- Neil Hopkins (James Kanack)
- Oren Rehany (Oren Metz)
- Sean O'Bryan (Kip Bryden)

- Le pseudonyme pris par Eliot (Willie Riker) est une référence au réalisateur, Jonathan Frakes qui a joué le rôle du commandant William T. Riker dans Star Trek : La Nouvelle Génération.[réf. souhaitée]
- L'épisode fait d'ailleurs des références aux séries télévisées et films de science-fiction comme Stargate, la porte des étoiles (Sophie comprenant le signal grâce à un code maya comme Daniel Jackson), Contact (l'antenne satellite écoutant l'espace à la recherche d'un signal), E.T. l'extra-terrestre (Parker parodiant E.T. en discutant avec Eliot) ou Men in Black (déguisement et dialogue de Parker et Hardison).

### Épisode 4:Le Coup de la truffe
- États-Unis : 12 août 2012 sur TNT
- Québec : 30 juin 2014 sur AddikTV

- États-Unis : 2,32 millions de téléspectateurs[11] (première diffusion)

- Steve Valentine (David Lampard)
- Marshall R. Teague (Rampone)
- Allen Nause (Toby Heath)

### Épisode 5:Le Coup des pom-pom girls
- États-Unis : 19 août 2012 sur TNT
- Québec : 7 juillet 2014 sur AddikTV

- États-Unis : 2,39 millions de téléspectateurs[12] (première diffusion)

- Danielle Bisutti (Wendy Baran)
- Ann Reilly (Heather Cornell)
- Steve Rankin (Député J.J. LeGrange)

### Épisode 6:Le Coup du pirate de l'air
- États-Unis : 26 août 2012 sur TNT
- Québec : 14 juillet 2014 sur AddikTV

- États-Unis : 2,62 millions de téléspectateurs[13] (première diffusion)

- Ronny Cox (Peter McSweeten)
- Fred Ward (Steve Reynolds)
- Gerald Downey (Agent Todd McSweeten)
- Matt Nolan  (D.B. Cooper)

- Dans cet épisode, les auteurs de la série proposent leur version d'un vrai fait divers impliquant le pirate de l'air D. B. Cooper qui a défrayé la chronique dans les années 1970 aux États-Unis.
- Après le coup du Van Gogh dans la quatrième saison, c'est la deuxième fois que l'histoire est racontée sous forme de flashback dont les protagonistes sont joués par les membres de l'équipe.

### Épisode 7:Le Coup de la voiture de collection
- États-Unis : 2 septembre 2012 sur TNT
- Québec : 21 juillet 2014 sur AddikTV

- États-Unis : 2,35 millions de téléspectateurs[14] (première diffusion)

- Ion Overman (Marshal Elie Rose)
- Matthew Lillard (Gabe Erickson)

### Épisode 8:Le Coup de l'aile brisée
- États-Unis : 9 septembre 2012 sur TNT
- Québec : 28 juillet 2014 sur AddikTV

- États-Unis : 2,19 millions de téléspectateurs[15] (première diffusion)

- Aarti Mann (Amy Palavi)

### Épisode 9:Le Coup du terroriste
- États-Unis : 16 septembre 2012 sur TNT
- Québec : 4 août 2014 sur AddikTV

- États-Unis : 2,63 millions de téléspectateurs[16] (première diffusion)

- Monte Markham (docteur Udall)

### Épisode 10:Le Coup du tableau mystère
- États-Unis : 16 septembre 2012 sur TNT
- Québec : 11 août 2014 sur AddikTV

- États-Unis : 2,45 millions de téléspectateurs[16] (première diffusion)

- Mekia Cox (Katrina Hardt)
- Ryan McCluskey (Woodman Gault)
- Katy Selverstone (Eleanor Gault)
- Mark Sheppard (Jim Sterling)
- Jennifer Brian (Fiona Gault)
- Gary Norman (Reinhold Shecter)

### Épisode 11:Le Coup du supermarché
- États-Unis : 27 novembre 2012 sur TNT[17]
- Québec : 18 août 2014 sur AddikTV

- États-Unis : 1,91 million de téléspectateurs[18] (première diffusion)

- Brigid Brannagh (Caroline Cowan)
- Willa Ford (Tabatha Delavega)
- Tierra Valentine (Anna)
- Rod Pilloud (Martin)
- Ryan Stathos (Bryan)
- Michael Jaffe (Tom Halliward)

### Épisode 12:Le Coup du lapin blanc
- États-Unis : 4 décembre 2012 sur TNT
- Québec : 25 août 2014 sur AddikTV

- États-Unis : 2,41 millions de téléspectateurs[19] (première diffusion)

- Andrew Bowen (Charles Dodgson III)
- Michael Sheets (Mr. Carroll)
- Robert Alan Barnett (Alex Liddell)
- Patty Stark (Edith)

### Épisode 13:Le Coup du vignoble
- États-Unis : 11 décembre 2012 sur TNT
- Québec : 1er septembre 2014 sur AddikTV

- États-Unis : 2,05 millions de téléspectateurs[20] (première diffusion)

- Hart Bochner (Frank Madigan)
- Brian Silverman (Leonard)
- Danielle Barnum (Kristen Knox)
- Dana Barron (Betty)
- Simon Hamlin (Vintner)

### Épisode 14:Le Coup du jouet
- États-Unis : 18 décembre 2012 sur TNT
- Québec : 15 septembre 2014 sur AddikTV

- États-Unis : 2,23 millions de téléspectateurs[21] (première diffusion)

- Gregg Henry (Trent Hazlit)
- Riley Donahue (Pantani)
- Rodney Hicks (Eldon Marris)
- E.E. Bell (Gil Barton)
- Mia Riverton (Allie Stanbrook)

### Épisode 15:Le Coup du dernier coup
- États-Unis : 25 décembre 2012 sur TNT
- Québec : 22 septembre 2014 sur AddikTV

- États-Unis : 3,04 millions de téléspectateurs[22] (première diffusion)

- Catherine Dent (Ellen Casey)
- Mark Sheppard (Jim Sterling)
- Gina Manziello (Dr. Sarah Giallo)
- Matt Barnett (Zachary)